# Битва при Данбаре (1296)
Битва при Данбаре — битва, состоявшаяся во время Первой войны за независимость Шотландии в 1296 году возле города Данбар между английскими войсками под руководством Эдуарда I и шотландскими войсками под управлением Иоанна I.

## Предыстория
Захватив Берик-апон-Туид, Эдуард I не спешит продолжить завоевание Шотландии и около месяца остается в городе укрепляя его обороноспособность. 5 апреля от Иоанна I пришёл отказ выплачивать дань, после чего военные действия возобновились.
Целью англичан стал замок Данбар, принадлежавший их союзнику данбарскому графу Патрику IV, чья супруга и сестра Джона Комина не разделяла взглядов мужа и позволила шотландцам занять укрепление. В ответ король Англии направил на север своего помощника Джона де Варенна вместе с отрядом рыцарей. Узнав об угрозе, защитники направили послание с просьбой о помощи королю Иоанну, чьи силы расположились у Хаддингтона. После этого вся армия (или её большая часть) выдвинулась к Данбару., сам король в походе не участвовал.

## Битва
Силы встретились 27 апреля. Судя по всему, сражение являло собой столкновение двух конных отрядов. Шотландцы смогли занять укреплённые позиции на возвышении к западу, но люди де Варенна смогли выманить их, изобразив расстройство в своих рядах и возможное бегство. После этого англичане единым фронтом начали наступление. Сражение не было кровавым, единственной жертвой был несовершеннолетний лотианский рыцарь сэр Патрик Грэхем, около 100 шотландских лордов было пленено. Остававшиеся шотландцы бежали в Эттрикский лес. На следующий день Эдуард подступил к стенам Данбара, гарнизон которого вскоре сдался. В Англию были выслано порядка 130 бывших в замке рыцарей и оруженосцев, среди них были и графы Атолла, Росса, и Ментейта.

## Последствия
Битва при Данбаре была одним из английских успехов в кампании 1296 года, закончившейся отречением Иоанна I от престола в пользу Эдуарда I.